# Saigona ishidae
Saigona ishidae är en insektsart som först beskrevs av Matsumura 1905.  Saigona ishidae ingår i släktet Saigona och familjen Dictyopharidae. Inga underarter finns listade i Catalogue of Life.